# Megaelosia
Megaelosia is een geslacht van kikkers uit de familie Hylodidae. De naam werd in 1923 gepubliceerd door Alípio de Miranda Ribeiro. Megaelosia telt maar één soort: Megaelosia goeldii. De soort komt voor in het zuidoosten van Brazilië.
Miranda Robeiro creëerde het geslacht voor een 'grote Elosia' en noemde het Megaelosia. Op pagina 819 van de protoloog staat de naam als 'Magaelosia', een drukfout. Hij plaatste in de protoloog één soort in het geslacht: Megaelosia bufonia (Girard, 1853), oorspronkelijk Elosia bufonia. Later ontdekte Darrel Frost dat de specimens die door Miranda Robeiro waren bestudeerd van een andere soort waren: Hylodes goeldii Baumann, 1912. Het type moet daarom geciteerd worden als Megaelosia bufonia Miranda Ribeiro, 1923 of als Hylodes goeldii Baumann, 1912. De soorten die later aan het geslacht werden toegevoegd (M. apuana, M. bocainensis, M. boticariana, M. jordanensis, M. lutzae en M. massarti) werden in 2021 door Vittorazzi et al. in het nieuwe geslacht Phantasmarana geplaatst.

## Soorten
- Megaelosia goeldii (Baumann,1912)

Crossodactylus · 
Hylodes · 
Megaelosia